# دهستان ونداده
دهستان ونداده، یکی از دهستان‌های بخش مرکزی شهرستان میمه و وزوان در استان اصفهان ایران است. مرکز این دهستان، روستای ونداده است.

## جمعیت
بر پایه سرشماری عمومی نفوس و مسکن در سال ۱۳۹۵، جمعیت دهستان ونداده برابر با ۱٬۶۷۷ نفر بوده است.